# Yuke's
Yuke's Co. Ltd (também conhecida como YUKE's Future Media Creators) é uma indústria de jogos eletrônicos com sede em Osaka, Japão. Ela foi criada em 26 de janeiro de 1993.
A companhia é melhor conhecida pelo desenvolvimento da série de jogos WWE SmackDown!. 
Jogos produzidos e desenvolvidos pela Yuke's:
Real Steel
Evil Zone
EOE: Eve of Extinction
WWE Day of Reckoning
Sword of the Berserk: Guts' Rage
Berserk Millennium Falcon Arc ~Seimasenki no Sho~
Soukaigi
Rumble Roses
The Incredibles: Rise of the Underminer
UFC 2009 Undisputed
D1 Grand Prix.
A Yuke's também detém 54% da New Japan Pro Wrestling, a principal federação de wrestling profissional do Japão.